# Six Feet Four
Six Feet Four is een Amerikaanse western uit 1919 onder regie van Henry King. De film werd destijds in Nederland uitgebracht onder de titel De geheimzinnige postovervallen.

## Verhaal
Een cowboy beantwoordt aan de persoonsbeschrijving van een overvaller. Als een jonge vrouw wordt beroofd, valt de verdenking alweer op hem. Hij ontdekt dat de overvallen in feite worden gepleegd door een misdaadbende onder leiding van de plaatselijke sheriff. Hij gaat de daders zelf achterna om zich van alle blaam te zuiveren.

## Rolverdeling
| Acteur            | Personage           |
| ----------------- | ------------------- |
| William Russell   | Buck Thornton       |
| Vola Vale         | Winifred Waverly    |
| Charles K. French | Henry Pollard       |
| Harvey Clark      | Billy Comstock      |
| Clarence Burton   | Sheriff Cole Dalton |
| Al Ernest Garcia  | Ben Broderick       |
| Jack Collins      | Ed Bedloe           |
| Jack Brammall     | Kid Bedloe          |
| John Gough        | Jimmie Clayton      |